# Bundas
Bundas è una municipalità dell'Angola appartenente alla Provincia di Moxico. Ha 3.605 abitanti (stima del 2006).
Il capoluogo è Lumbala-Nguimbo.